# Алешинка (Жуковский район)
Алешинка— деревня в Жуковском районе Калужской области России. Входит в состав сельского поселения «Деревня Верховье».

## География
Находится между двух крупных  федеральных автотрасс — А-130 (Москва-Белоруссия) и М-3 («Украина»), на северной границе Жуковского  и Боровского районов, на берегу реки Водянка, притоке Дырочной. 
Рядом Мишково(Боровский район), города Белоусово и Обнинск. 

## История
В 1782 году находилась на южной окраине Боровского уезда, в пределах обширной пустоши Кочетовка Пелагеи Петровны Чебуковой,  у Большой Серпуховской дороги, соединяющей Боровск и Серпухов.

## Население
| 2002 | 2010 | 2021 |
| ---- | ---- | ---- |
| 8    | ↗17  | ↗30  |